# Селимханов, Магомед Саламович
Магомед Саламович Селимханов (род. 31 января 1976 г. в с. Энгель-Юрт Гудермесского района Чечено-Ингушской АССР) — российский чиновник, государственный и политический деятель. Депутат Государственной Думы VI и VII созывов. Член фракции «Единая Россия», заместитель председателя комитета Госдумы по развитию гражданского общества, вопросам общественных и религиозных объединений.

## Биография
В 2001 году получил высшее образование по специальности «автоматизация технических процессов и производств» окончив Грозненский государственный нефтяной институт им. академика М. Д. Миллионщикова. В 1995 году работал инспектором по очистке города в производственном управлении ЖКХ города Гудермеса. С 2001 по 2004 год работал экономистом первой категории ГУП Агрокомбинат «Возрождение». В 2004 году работал производственном управлении ЖКХ Гудермесского района в должности мастера дорожного хозяйства. С 2004 по 2006 год работал в Правительстве Чеченской республики в должности ведущего специалиста отдела патриотического воспитания, позже — в должности начальника отдела внешних связей.
С мая 2006 по февраль 2007 года работал в правительстве Чеченской Республики в должности помощника председателя Рамзана Кадырова, позже занимал должность руководителя секретариата главы Республики, в 2007—2008 году работал в администрации президента и правительстве Чеченской Республики в должности первого заместитель руководителя.
В 2008 году был назначен на должность исполняющего обязанности, а с ноября 2008 по декабрь 2011 — заместителем председателя правительства — руководитель администрации президента и правительства Чеченской Республики.
В декабре 2011 года баллотировался в депутаты Госдумы от партии «Единая Россия», по результатам распределения мандатов был избран депутатом Государственной Думы VI созыва.
В сентябре 2016 года повторно баллотировался в Госдуму от «Единой России», по итогам выборов избран депутатом Государственной Думы VII созыва.

## Законотворческая деятельность
С 2016 по 2019 год, в течение исполнения полномочий депутата Государственной Думы VII созыва, выступил соавтором 44 законодательных инициатив и поправок к проектам федеральных законов.

## Семья
Женат, воспитывает четверых детей.

## Награды
- Орден «За заслуги перед Чеченской Республикой»[8]
- Орден «А. Кадырова»[8]